# Géospize à bec pointu
Geospiza difficilis
Espèce
Statut de conservation UICN

 LC  : Préoccupation mineure
Le Géospize à bec pointu (Geospiza difficilis) est une espèce de passereaux de la famille des Thraupidae. Elle est endémique des îles Galápagos. Longtemps considérée comme une des sous-espèces (Geospiza difficilis septentrionalis), elle est désormais considérée comme une espèce à part entière est est partiellement hématophage. En effet, surnommé le pinson vampire, il se nourrit du sang des gros oiseaux marins, notamment les Fou de Grant.